# Нугеду Сан Николо
Нугеду Сан Николо (итал. Nughedu San Nicolò) је насеље у Италији у округу Сасари, региону Сардинија.
Према процени из 2011. у насељу је живело 822 становника. Насеље се налази на надморској висини од 574 м.

## Становништво
Према резултатима пописа становништва 2011. у општини је живело 874 становника.
| 1931. | 1936. | 1951. | 1961. | 1971. | 1981. | 1991. | 2001. | 2011. |
| ----- | ----- | ----- | ----- | ----- | ----- | ----- | ----- | ----- |
| 2.286 | 2.313 | 2.268 | 2.001 | 1.614 | 1.406 | 1.173 | 1.017 | 874   |